# Pavlos Fotiadis
Pavlos Fotiadis (griechisch Παύλος Φωτιάδης, englisch Pavlos Photiades; * 15. November 1964 in Nikosia) ist ein ehemaliger zypriotischer Skirennläufer.

## Karriere
Fotiadis nahm 1984 an den Olympischen Winterspielen in Sarajevo teil, erreichte dabei allerdings keine Platzierung. Im Riesenslalom schied er aus, im Slalom wurde er disqualifiziert. Danach startete er lediglich noch bei zwei FIS-Rennen im Jahr 1995, bevor er seine Karriere schließlich beendete.

## Privates
Seine Geschwister Alechis Fotiadis und Karolina Fotiadou waren ebenfalls als Skirennläufer aktiv.

## Erfolge

### Olympische Winterspiele
- Sarajevo 1984: DNF Riesenslalom, DSQ Slalom

### Weitere Erfolge
- Eine Platzierung unter den besten 15 bei einem FIS-Rennen